# نيوتن ناش كليمنتس
نيوتن نـاش كليمنتس (بالإنجليزية: Newton Nash Clements)‏ هو محامي وسياسي أمريكي، ولد في 23 ديسمبر 1837 في الولايات المتحدة، وتوفي بنفس المكان في 20 فبراير 1900. حزبياً، نشط في الحزب الديمقراطي. انتخب عضو مجلس نواب ألاباما وانتخب عضو مجلس النواب الأمريكي.